# Geografische pool

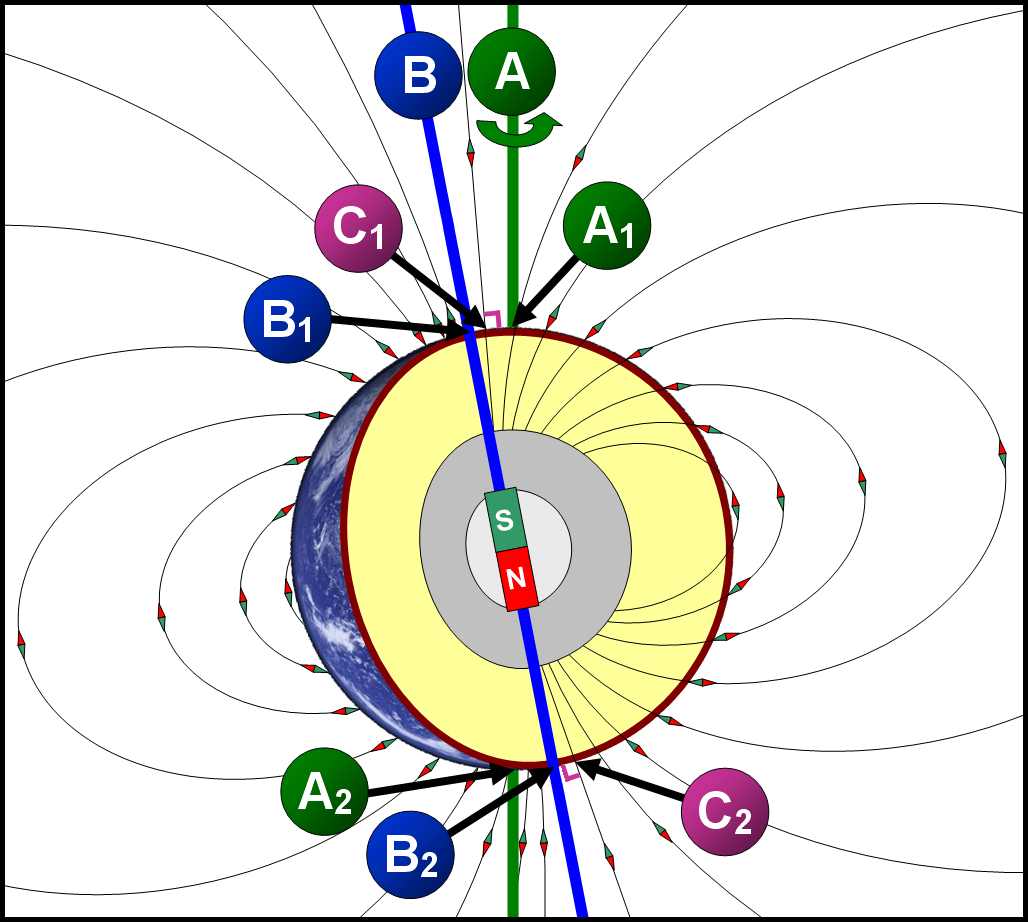

De geografische pool van een hemellichaam (zoals een ster, een planeet of een maan) is het punt waar de omwentelingsas het oppervlak snijdt. Bij de Aarde spreekt men van de aardas, die het aardoppervlak snijdt bij de Noord- en de Zuidpool. 
De geografische polen vallen niet samen met de geomagnetische polen en de (natuurkundige) magnetische polen. De afwijking hierin wordt de magnetische declinatie genoemd. Anno 2007 is deze hoek ongeveer 11,5°.
Er wordt ook onderscheid gemaakt tussen de geografische pool en de astronomische pool. De astronomische pool is het snijpunt van de omwentelingsas met de hemelbol en de geografische pool het snijpunt met het oppervlak van het hemellichaam zelf.

## Onderzoek
Door middel van geofysisch onderzoek is vastgesteld dat de geografische polen van plaats veranderen door schommelingen in de aardas. Deze schommelingen, die bekendstaan als obliquiteit en precessie (twee Milankovitch-parameters), hebben invloed op het klimaat op Aarde.